# Juan Bautista Ceballos
Juan Bautista Ceballos (Durango, 13 maggio 1811 – Parigi, 20 agosto 1859) è stato un politico messicano.
È stato Presidente del Messico per un poco più di un mese, dal gennaio al febbraio 1853.